# Bandera de Macedonia del Norte
La bandera de Macedonia del Norte es un paño de color rojo en el que aparece representado un sol de oro con ocho rayos del mismo color que se extienden hasta los bordes.
El amarillo y el rojo son los colores nacionales del Estado macedonio, la figura del sol evoca el deseo de libertad en el himno nacional Denes nad Makedonija (Hoy sobre Macedonia). La relación entre el ancho y el largo de la bandera es de 1:2.

## Versión anterior
En 1995 tuvo que retirarse la versión anterior de la bandera, adoptada en 1991, cuando se produjo la independencia del país, en la que figuraba el sol de Vergina. El sol (o estrella) de Vergina es el elemento central de la región griega del mismo nombre en banderas no oficiales, representaciones gráficas, etc. y su adopción por parte de la (por entonces) República de Macedonia como símbolo nacional generó protestas en Grecia.

## Banderas antiguas

Bandera de la República de Kruševo (1903), considerado el primer estado organizado macedonio.
Bandera de la República Popular de Macedonia (1941-1944)
Bandera de la República Popular de Macedonia y República Socialista de Macedonia (1944-1991)
Bandera de la República de Macedonia (1992-1995)

## Banderas similares a la bandera de Macedonia del Norte

Bandera de la Unión Soviética
Bandera del Ejército Rojo
Bandera de la República Popular China
Bandera de Kirguistán
Bandera de Vietnam
Bandera del Sol Naciente

- Datos: Q167119
- Multimedia: National flag of North Macedonia / Q167119